# マクラーレン・MP4/11
マクラーレン・MP4/11 (McLaren MP4/11) は、マクラーレンが1996年のF1世界選手権に投入したフォーミュラ1カーである。1996年の開幕戦から実戦投入され、シーズン後半戦はMP4/11Bを使用した。

## 概要
センターウィングなど奇抜に過ぎた前年のMP4/10の失敗を踏まえ、完全に新設計された。チーフデザイナーはニール・オートレイ、エアロダイナミシストはアンリ・デュランのコンビで設計したマシンである。また、ジョーダンに在籍していたスティーブ・ニコルズが復帰し、ウィリアムズにいたデビッド・ブラウンが加入するなど、デザインチームの弱体化に歯止めをかけるテコ入れが行われた。
シーズン中盤戦からショートホイールベース仕様のMP4/11Bを投入し、表彰台獲得と完走する回数を増やした。

## MP4/11

### 開発
ラウンドタイプになったフロントセクション、コクピット周囲、リアカウル周辺は前作MP4/10と比較すれば、巧妙に造形されている。フロントのサスペンションアームはタイロッドのカバーに加え、残りのアームも全て偏平化された。サイドポンツーンのエアインレットは極力小さくされ、そこまでのエアの流れを整えるために、大型のディフレクターが付けられている。
ドライバーの頭部保護のための新レギュレーションによりコクピットサイドプロテクターの装備が義務付られたが、マクラーレンはプロテクターとエンジンカバーの間に溝を設け、サイドポンツーン上方の気流を効率良くリアウィングに当てるよう曲線で構成される独特のデザインとした。リアウィング翼端板を延長してサイドポンツーン後部と接続し、リアエンドを1枚の大きなウィングで覆っているかのようになっており、2月の発表時から開幕前の時点で「今シーズン最も美しいマシン」と報じられた。
ダウンフォースが必要なサーキットでは、MP4/10で話題になったセンターウィングを再び使用した。ただし、MP4/10とは異なり、支柱に取り付けるタイプへと変更された。前年終盤より熟成の進捗が見られはじめたメルセデスV10エンジンも力強い存在になりつつあった。
ギアボックスは6速・縦置きで、ギアボックス前方にディファレンシャルギアを配置するオーソドックスな形式にされており、信頼性の向上が重視された。懸念材料となっていたのはMP4/10の問題点となっていた剛性不足のサスペンションで、新車で改善された点が明らかにされていなかった。
前年の最終戦オーストラリアGPでミカ・ハッキネンがタイヤのパンクが原因でコンクリートウォールに激突。衝撃で舌を噛み切ってしまい、選手生命を左右する重傷を負った。ハッキネンは1か月半の入院をして、辛いシーズンオフを過ごしていた。復帰が可能かどうか疑問視されていたが、2月にハッキネンは3か月ぶりにサーキットに戻ってきた。ポール・リカールの初テストで、いきなりフェラーリのミハエル・シューマッハを凌ぐタイムを叩き出し、周囲の不安を払拭した。2月のテストでは、アドバイザー兼テストドライバーのアラン・プロストがMP4/11のシェイクダウンと初期トラブルシューティングを担当、負傷明けとなるハッキネンの負担を軽減した。プロストは「今はドライバーの視点というよりもエンジニアとしての視点でニューマシンの問題点を探る目的だったので、無理に良いラップタイムを出す必要もなく熟成だけを考えた。MP4/11は変更したセッティングに対してのレスポンスがかなり良い。バランスの良い戦えるマシンだと思う。」とシーズンへの希望を述べた。

### 1996年シーズン
ハッキネンとコンビを組むのは、ウィリアムズから移籍してきたF1二年目のデビッド・クルサードとなった。
開幕戦オーストラリアGP、第2戦ブラジルGPとハッキネンが連続入賞したが、その後は空力もサスペンションも充分な性能を発揮せず、苦戦に追い込まれる。特に姿勢変化に弱いフロントまわりの空力特性や高速コーナリングで難を示す足まわりなどはシーズン終了まで改善されなかった。なかでもフロントウィングのマウントは再三にわたって改良が加えられた。決勝最高位は大荒れのモナコGPでクルサードが記録した2位であったが、モナコで投入したショートホイールベースのMP4/11Bをベースに改良を行い、後半戦に向けて準備を進めていた。

### スペック

#### シャーシ
- シャーシ名 MP4/11
- モノコック カーボンファイバー・コンポジット・ハニカム構造
- 全長 -
- 全幅 -
- 全高 -
- ホイールベース -
- フロントトレッド -
- リアトレッド -
- ブレーキ ベンチレーテッドカーボンディスク
- ブレーキ APレーシング
- クラッチ APレーシング
- ホイール エンケイ 13インチ
- サスペンション (F/R)プッシュロッド式パッシブ
- スプリングダンパー ペンスキー
- トランスミッション 縦置き6速セミオートマチック
- 無線 ケンウッド

#### エンジン
- エンジン名 メルセデス・ベンツFO110/3
- 気筒数・角度 V型10気筒・75度
- 寸法 590ミリメートル×500ミリメートル×522ミリメートル
- 重量 133キログラム以下
- 燃料 モービル無鉛
- 潤滑油 モービル1
- 制御システム TAG電子制御システム

### 記録
- 数字は順位、太字はポールポジション、斜字はファステストラップ、Retはリタイア、(key)

| 年   | マシン | No. | ドライバー           | 1   | 2   | 3   | 4   | 5   | 6   | 7   | 8   | 9   | 10  | 11  | 12  | 13  | 14  | 15  | 16  | ポイント |
| ---- | ------ | --- | -------------------- | --- | --- | --- | --- | --- | --- | --- | --- | --- | --- | --- | --- | --- | --- | --- | --- | -------- |
| 1996 | MP4/11 |     |                      | AUS | BRA | ARG | EUR | SMR | MON | ESP | CAN | FRA | GBR | GER | HUN | BEL | ITA | POR | JPN | 19       |
| 1996 | MP4/11 | 7   | ミカ・ハッキネン     | 5   | 4   | Ret | 8   | 8   |     | 5   | 5   | 5   |     |     |     |     |     |     |     | 19       |
| 1996 | MP4/11 | 8   | デビッド・クルサード | Ret | Ret | 7   | 3   | Ret |     | Ret | 4   | 6   |     |     |     |     |     |     |     | 19       |

## MP4/11B

### 開発
ショートホイールベースのMP4/11Bは寸法が違うだけでなく、リアサスペンションも変更されている。空力性能が弱いといわれていたが、ディフューザーの改良も行い、安定したダウンフォースを得られるようになり、第10戦イギリスGPからMP4/11Bを主戦マシンとした。

### シーズン
Bスペックが投入された第10戦イギリスGP以降、予選でもミカ・ハッキネンが平均2列目、デビッド・クルサードが平均3列目でグリッドを確保するようになり、第9戦迄表彰台は既述した1回のみであったが、Bスペック投入後はハッキネンが7戦中4戦で3位表彰台を得るなど戦闘力向上は達成されていた。1996年最速マシンを持つ王者ウィリアムズとはまだ差があったが、その次を争うグループであるフェラーリ・F310やベネトン・B196と互角に争う場面も見られるようになるなどマクラーレン復調を感じさせた。まだ優勝を争うまでには至らず1993年以来となるチームの優勝は翌年のMP4-12に持ち越されることとなった。
8月6日にはシルバーストーン・サーキットでのテスト走行に、日本のフォーミュラ・ニッポンに適応しチャンピオン争いをリードする活躍を見せ、1995年マカオGPフォーミュラ3覇者であるラルフ・シューマッハを招き、同マシンにてF1初ドライブする機会を与えている。
なお、1974年以来23年間に渡ってマクラーレンのメインスポンサーを務め続けた『マールボロ』であったが、マールボロブランドを持つフィリップモリス社がスポンサー先をフェラーリに1本化する意向に変更したためにマクラーレンとのスポンサー契約はこの1996年をもって終了となり、F1における赤・白「マールボロカラー」はこのMP4/11Bで見納めとなった。

### スペック

#### シャーシ
- シャーシ名 MP4/11B
- モノコック カーボンファイバー・コンポジット・ハニカム構造
- 全長 -
- 全幅 -
- 全高 -
- ホイールベース -
- フロントトレッド -
- リアトレッド -
- ブレーキ ベンチレーテッドカーボンディスク
- ブレーキ APレーシング
- クラッチ APレーシング
- ホイール エンケイ 13インチ
- サスペンション (F/R)プッシュロッド式パッシブ
- スプリングダンパー ペンスキー
- トランスミッション 縦置き7速セミオートマチック
- 無線 ケンウッド

#### エンジン
- エンジン名 メルセデス・ベンツFO110/3
- 気筒数・角度 V型10気筒・75度
- 寸法 590ミリメートル×500ミリメートル×522ミリメートル
- 重量 133キログラム以下
- 燃料 モービル無鉛
- 潤滑油 モービル1
- 制御システム TAG電子制御システム

### 記録
- 数字は順位、太字はポールポジション、斜字はファステストラップ、Retはリタイア、(key)

| 年   | マシン  | No. | ドライバー           | 1   | 2   | 3   | 4   | 5   | 6   | 7   | 8   | 9   | 10  | 11  | 12  | 13  | 14  | 15  | 16  | ポイント |
| ---- | ------- | --- | -------------------- | --- | --- | --- | --- | --- | --- | --- | --- | --- | --- | --- | --- | --- | --- | --- | --- | -------- |
| 1996 | MP4/11B |     |                      | AUS | BRA | ARG | EUR | SMR | MON | ESP | CAN | FRA | GBR | GER | HUN | BEL | ITA | POR | JPN | 30       |
| 1996 | MP4/11B | 7   | ミカ・ハッキネン     |     |     |     |     |     | 6   |     |     |     | 3   | Ret | 4   | 3   | 3   | Ret | 3   | 30       |
| 1996 | MP4/11B | 8   | デビッド・クルサード |     |     |     |     |     | 2   |     |     |     | 5   | 5   | Ret | Ret | Ret | 13  | 8   | 30       |

## ドライバーズ＆コンストラクターランキング
- ミカ・ハッキネン　31ポイント　5位
- デビッド・クルサード　18ポイント　7位
- コンストラクターランクング　4位